# Naughty Marietta
Naughty Marietta is een Oscarwinnende muziekfilm uit 1935 onder regie van Robert Z. Leonard en W.S. Van Dyke. De film is gebaseerd op de gelijknamige operette uit 1910 van Victor Herbert. In Nederland werd de film destijds onder de titel Die ondeugende Marietta uitgebracht.

## Verhaal
De film speelt zich af in Frankrijk in de 18e eeuw. Prinses Marie de Namours de la Bonfain is een weesmeisje die woont bij haar oom, prins de la Bonfain. Ze wordt met tegenzin uitgehuwelijkt aan de Spaanse Don Carlos de Braganza, ondanks dat hun huwelijk gesanctioneerd wordt door koning Lodewijk XV van Frankrijk. Marie vertrouwt Herr Schuman toe dat ze liever trouwt met een andere man, aangezien ze niet goed overweg kan met Don Carlos.
Marie wordt verteld dat de gevolgen niet te overzien zijn als ze weigert te trouwen met Don Carlos. Wanneer ze krijgt te horen dat haar dienstmeid Marietta Franini naar Louisiana zal verhuizen, besluit ze uit Frankrijk te vluchten. Marietta kan echter haar vaart niet betalen, waarna Marie haar kaartje overneemt. Marie doet zich voor als Marietta en gaat aan boord van het schip. Ondertussen is het volk van Frankrijk op zoek naar haar.
Aan boord ontmoet ze verschillende jongedames die op weg zijn naar New Orleans om te trouwen met kolonisten. Het schip wordt aangevallen door piraten en een slag volgt waarbij de bemanning om het leven komt. Het schip strandt op een eiland, waar de piraten verslagen worden door de mensen die nog levend zijn. Ze wordt opgemerkt door Richard Warrington, die als een blok valt voor Marietta.
Eenmaal in New Orleans wordt Marietta aangezien als een van de vrouwen die uitgehuwelijkt wordt aan een kolonist. Ze probeert de gouverneur ervan te overtuigen dat ze niet geschikt is voor een huwelijk, omdat ze een immorele vrouw is. Als resultaat wordt ze aangewezen om te werken in een marionettheater. Hier ontmoet ze Richard voor de tweede keer. Ze worden verliefd en krijgen een relatie. Wanneer Richard ontdekt dat ze een Franse prinses op vlucht is, probeert hij haar te verbergen. Desondanks wordt Marie al snel opgespoord en gearresteerd. Vlak voordat ze terug naar Frankrijk wordt gestuurd, beraamt ze te vluchten met Richard.

## Rolbezetting
| Acteur             | Personage                                       |
| ------------------ | ----------------------------------------------- |
| Jeanette MacDonald | Prinses Marie de Namours de la Bonfain/Marietta |
| Nelson Eddy        | Kapitein Richard Warrington                     |
| Frank Morgan       | Gouverneur Gaspar d'Annard                      |
| Elsa Lanchester    | Madame D'Annard                                 |
| Douglass Dumbrille | Prins de Namours de la Bonfain                  |
| Joseph Cawthorn    | Herr 'Schumie' Schuman                          |
| Cecilia Parker     | Julie                                           |
| Walter Kingsford   | Don Carlos de Braganza                          |

## Achtergrond
De film betekende de eerste samenwerking van MacDonald en Eddy. De opnames begonnen op 4 december 1934 en werden afgerond op 7 februari 1935. De film werd na de uitbrengst een groot succes. Het werd genomineerd voor twee Oscars en won er een. Bij de Nederlandse première werd de film gekeurd voor "alle leeftijden". Ter ere van de première van de film, werd in het Tuschinski Theater een toneelgordijn en nieuwe wandbekleding aangebracht.